# (6604) Ilias
(6604) Ilias (1990 QE8) – planetoida z pasa głównego asteroid okrążająca Słońce w ciągu 4,64 lat w średniej odległości 2,78 j.a. Odkryta 16 sierpnia 1990 roku.